# 穆罗德亚瓜斯
穆罗德亚瓜斯，是西班牙拉里奥哈自治区的一个市镇。总面积31平方公里，2001年总人口65人，人口密度2人/平方公里。